# 430 (số)
430 (bốn trăm ba mươi) là một số tự nhiên ngay sau 429 và ngay trước 431.